# Saurau (Adelsgeschlecht)

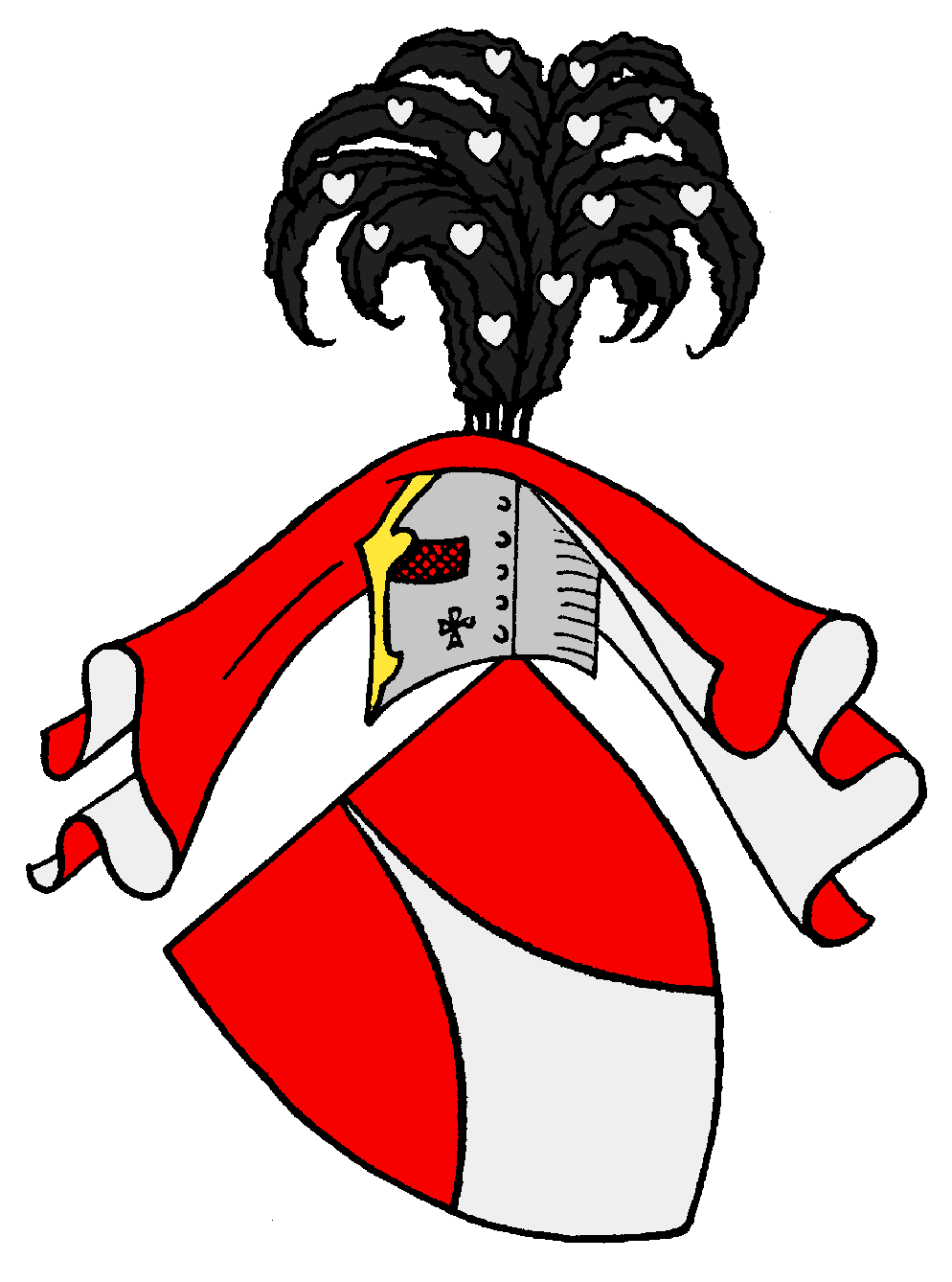
Stammwappen derer von Saurau

Saurau (auch Soro) ist der Name eines uralten Adelsgeschlechts aus der Steiermark, das bis zum Anfang des 12. Jh. nachweisbar ist und zum niederösterreichischen landständischen Adel zählte.

## Geschichte

### Altsitz und Anfänge der Familie
Das Geschlecht derer von Saurau nutzte die alte Stammburg "Saurau an der Mur" (bei Unzmarkt im Judenburger Kreise), die heute eine Ruine ist. Das Palais Saurau (u. a. Palais Saurau-Goeß) ist nach deren von Saurau benannt und liegt als denkmalgeschütztes Objekt in der österreichischen Stadt Graz. Durch Besitz sind auch weitere historische Gebäude mit der Familiengeschichte derer von Saurau verbunden. Dazu gehören u. a. Schloß Thalenstein sowie die Burgen Alt-Teuffenbach und Eppenstein (Burgruine).
Die Familie Saurau ist urkundlich bis in den Anfang des 12. Jh. nachweisbar mit Arnold Saurau (um 1117), Seyfried von Saurau (um 1176), Conrad von Saurau (um 1262) und Kaspar von Saurau (um 1390 bis 1423). Ein späterer Conrad von Saurau kaufte 1373 das Schloss Horneck. Ottocar von Saurau erbte 1340 den Nachlass und integrierte daher die Wappen von Offo und Lipp von Weitenbichl. Der Ort Weitenbichl, Weitenpuechel im Jahr 1347, heißt zu deutsch „der weitgestreckte Bichl“ und liegt bei der ehemaligen, österreichischen Gemeinde Kulm am Zibrich. Im Jahre 1446 standen Jörg, Ulrich der Ältere und der Jüngere sowie Wolf und Kaspar von Saurau beim Aufgebot der steirisch-kärntnisch-krainischen Adelsgeschlechter gegen die Ungarn. Ulrich von Saurau war im Jahre 1451 als Pfleger des Grafen von Montfort zu Peckau (steirische Linie) tätig. Hans von Saurau wurde 1477 als Landeshauptmann in Krain aus den Mitgliedern des Landtages vom Kaiser persönlich ausgewählt und ernannt.

### Kaspar von Saurau und die zwei Stammlinien
Kaspar (auch bekannt als Georg) von Saurau heiratete Dorothea von Fladnitz. Sie zeugten neun Söhne und eine Tochter. Ein Sohn, Wilhelm von Saurau, heiratete Ursula von Wolkenstein; sie zeugten wiederum Franz Bernhard Graf von Saurau und begründeten so die ältere Stammlinie zu Lobming. Jener Franz Bernhard heiratete wiederum Henriette Herrin von Stubenberg und zeugte mit ihr zwei Töchter, die früh verstarben, sodass die Linie bereits im Jahre 1761 erlosch.

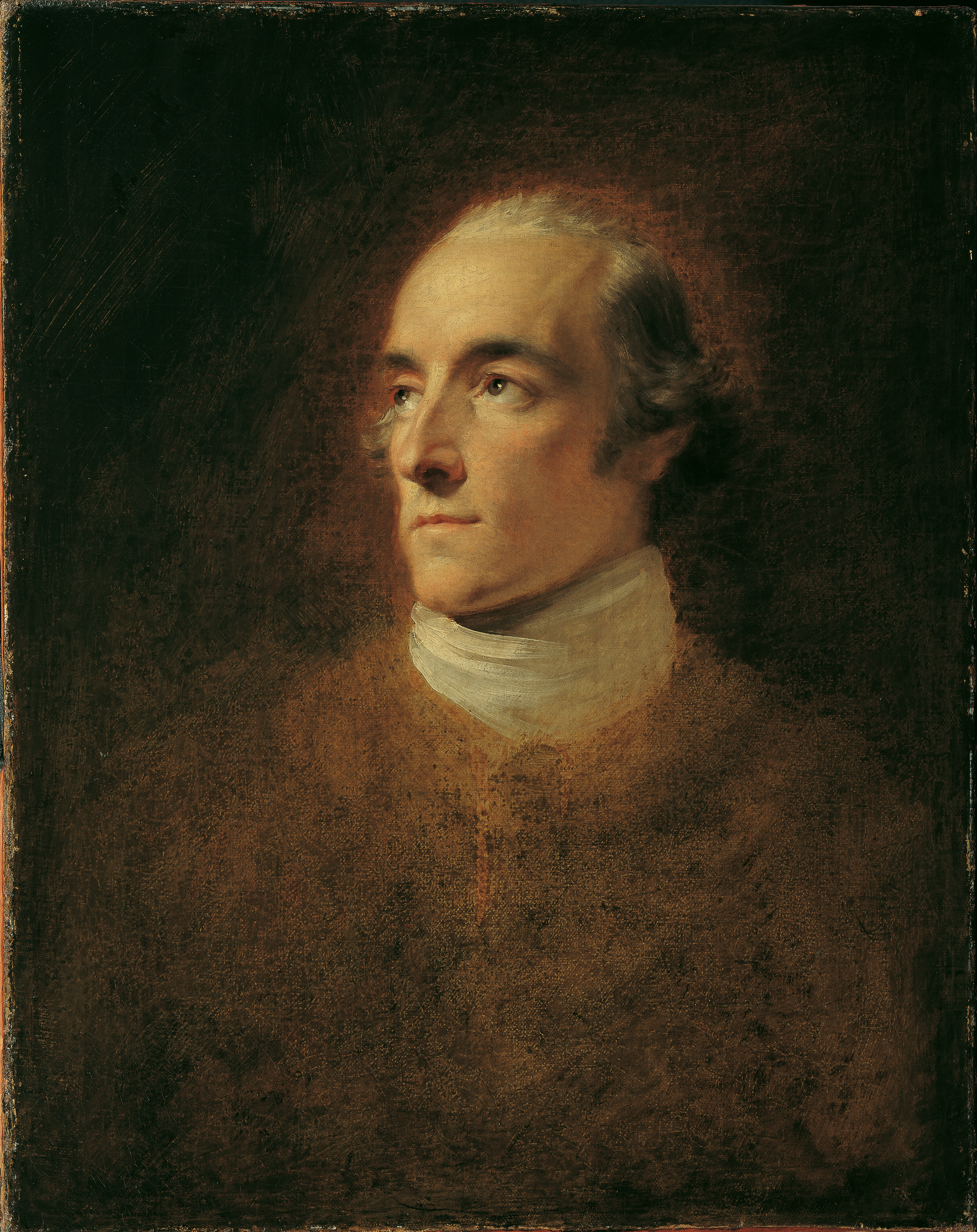
Franz Joseph Graf Saurau

Johann war ein weiterer Sohn und der Begründer der jüngeren Linie zu Ligist und zu Wolkenstein. Seine Gemahlin war Siguna von Apfaltern. Die Linie spaltete sich in der sechsten Generation in zwei Zweige mit Wolfgang Rudolph von Saurau (älterer, steiermärkische Zweig) und Sigmund Friedrich von Saurau (jüngerer österreichischer Zweig), jenen beiden Söhnen des Karl von Saurau und der Susanna Katharina von Tieffenbach. Der jüngere österreichische Zweig erlosch zuerst im männlichen Stamm am 9. Juni 1832 mit Franz Joseph Grafen von Saurau, im weiblichen Stamme erlosch dieser mit dessen Gemahlin Maria Antonia Gräfin Lodron und ihrem Ableben am 19. Oktober 1839. Der ältere steiermärkische Zweig erlosch mit Maria Zeno Graf von Saurau am 28. August 1846.
In der Pfarrkirche Großlobming sind Grabsteine der Familie Saurau erhalten.

## Nobilitierungen

### Franz Bernhard Graf von Saurau und die ältere Stammlinie zu Lobming
Georg von Saurau aus der älteren Linie erhielt von Kaiser Friedrich III. das erbliche Land-Untermarschallamt des Herzogtums Steiermark im Jahre 1453 nach dem Absterben derer von Helfenberg. Franz von Saurau heiratete Katharina von Rappach und wurde 1553 in den Freiherrnstand erhoben. Am 25. Juli 1607 wurde der Stand durch Kaiser Rudolph II. dem ganzen Geschlecht verliehen. Christoph Alban, Freiherr von Saurau aus der älteren Linie zu Lobming, erhielt am 5. Januar 1638 als erster den Grafenstand und die Lizenz, mit seinem Wappen jenes derer von Lindegg vereinigen zu dürfen. Später wurden Ehrenreich und Erasmus Wilhelm, die zwei Söhne seines Onkels Johann Wilhelm, am 17. Januar 1686 mit gleichem Titel und Wappen zum Grafenstand erhoben.

### Johann von Saurau und die jüngere Linie zu Ligist und zu Wolkenstein
Franz von Saurau aus der jüngeren Linien wurde erst selbst, dann seine Vettern aus der älteren Linie in Graz am 13. November 1553 in den Freiherrnstand mit dem Titel auf Ligist und Wolkenstein erhoben. In Wien am 22. März 1625 erlangte sein Urenkel Freiherr Karl das Obersterbland-Marschallamt der Steiermark. Dazu erhielt er entsprechend die Güter Frauenheim, Klein-Sölk und Friedstein. Karl wurde in Prag am 12. Januar 1628 in den erbländischen Grafenstand erhoben. Später erlangte Graf Raimund Maria von Saurau am 5. April 1785 das ungarische Indigenat, er wurde somit in den Adel Ungarns aufgenommen. Auch Graf Franz von Saurau wurde am 10. Februar 1797 das ungarische Indigenat zuteil und am 12. Mai die königliche Schenkung der Güter Merczidorf und Zsadany (Gemeinde in Ungarn) im Temesvárer Comitate. Der Graf und oberste Kanzler Franz von Saurau war der letzte seines Geschlechts und trug als erster und einziger in der Familie seit 1823 das "goldene Vließ".

### Die Saurauer und die mittelalterlichen Orden
Auf Geschichtstafeln des Johanniterorden und des Deutschen Ordens sind Namensträger derer von Saurau als "Commenthuren" verzeichnet: Seyfried Graf Saurau im 17. Jh. beim deutschen Orden zu Wien, Max Guidobald Graf Saurau in Krain zu Mötling und Tschernembl, und Julius Ernst Graf von Saurau beim Malteserorden zu Klein-Oels im Fürstenthume Brieg. Unter den Nachkommen derer von Saurau befanden sich oft herausragende Waffenhelden, die den angestammten Herrscherhauses in Not stützten, oder hervorstechende Staatsmänner wie der Diplomat Wolfgang Freiherr von Saurau oder Franz Graf von Saurau, weniger fanden sich solche im Dienst der Kirche, Maria Theresien-Ordensritter gab es keine unter ihnen.

### Dynastische Heirat mit den ersten Familien der Steiermark und des Kaiserstaates
Es fand eine Vielzahl dynastischer Vermählungen statt z. B. mit deren von Schrattenbach, Von Graben, Burgsthal, Thannhausen, Regal, Rindtscheidt, Poppendorf, Prant, Eibiswald, Rainach, Mersberg (Mörsberg, Mörsburg), Ratmannsdorf, Rüd von Kahlenberg, Datenbeck, Pollheim, Wildenstein, Färber von Rechelheim, Lengheim. So verbändelten sich derer von Saurau mit den ersten Familien der Steiermark. In den Stammtafeln dieses Hauses zeigt sich, dass sie später auch in verwandtschaftliche Beziehungen mit den ersten Familien des Kaiserstaates traten wie etwa Dietrichstein, Rindsmaul, Herberstein, Rosenberg, Attems, Breuner, Khevenhiller (Khevenhüller), Galler, Trauttmansdorff, Apfaltern (Abfalterer), Lamberg, Katzianer, Lodron, Khuenburg, Rottal, Schlik, Clam, Daun, Windisch-Grätz sowie Kollonitz und anderen.

## Wappen
Stammwappen
Blasonierung: Der Schild zeigt in Rot eine aufsteigende eingebogene silberne Spitze; auf dem Helm mit rot-silbernen Decken einen schwarzen, mit silbernen Blättchen (Herzchen) bestreuten Hahnenfederbusch (späterhin dieser als drei Straußenfedern dargestellt).
Freiherrenwappen
Blasonierung nach Siebmachers Wappenbuch (1605): Das erste vermehrte Wappen zeigt sich geviert, Feld 1 und 4: in Rot eine eingebogene silberne Spitze (Stammwappen), Feld 2 u. 3: in Gold ein an Schwanz und Füßen gestümmelter golden-gekrönter schwarzer Adler (auch als Königsadler oder Eulenrumpf bezeichnet) mit ausgebreiteten (auch fledermausähnlichen) Flügeln. Auf dem Schild ruhen zwei gekrönte Helme: Helm 1: auf dem Helm mit rot-silbernen Decken ein geschlossener roter Flug mit einer eingebogenen silbernen Spitze (hier wanderte das Schildbild nach oben, um zur zweiten Helmzier zu werden), Helm 2: auf dem Helm mit schwarz-goldenen Decken ein schwarzer Hahnenfederbusch (oder drei Straußenfedern), mit silbernen Herzchen bestreut (Stammkleinod) dargestellt.
Erklärung: Die Wappenmehrung erfolgte 1553, als Franz von Saurau, Herr auf Ligist, Hornegg, Wolkenstein, Labegg und Premstätten in den erbländisch-österreichischen Freiherrenstand erhoben wurde.
Grafenwappen
Blasonierung nach Constantin von Wurzbach: Das gräfliche Wappen zeigt ein sechsfeldriges, zweimal senkrecht und einmal quergeteiltes Schild mit Herzschild, wobei dieser letztere quadriert ist; Felder 1 und 4 zeigen in Rot eine aufsteigende silberne, etwas eingebogene Spitze (altes Stammwappen); Felder 2 und 3 zeigen in Gold einen wachsenden gekrönten schwarzen Drachen mit ausgebreiteten Schwingen (nach älteren Wappenbeschreibungen: ein gekröntes schwarzes fliegendes Vögelein ohne Füße, welches die Steirer eine Schicken, Andere eine Fledermaus nennen (Weitenbüchel)). Im Hauptschild ist 1 und 3 von Blau und Silber sechsmal schrägrechts gestreift [nach dem „Handbuch zum genealogischen Taschenbuche der gräflichen Häuser“ sind die Farben dieser Felder Blau und Silber; nach Ritter von Schönfeld Schwarz und Silber]; Felder 2 und 5 zeigen jeweils in Rot drei längliche goldene Lindenblätter an ihren Stielen, welche aus dem mittleren eines dreifachen grünen Hügels hervorsprossen (Lindegg); Felder 4 und 6 zeigen jeweils in Silber einen doppelt geschwänzten schwarzen, einwärts gekehrten Löwen.

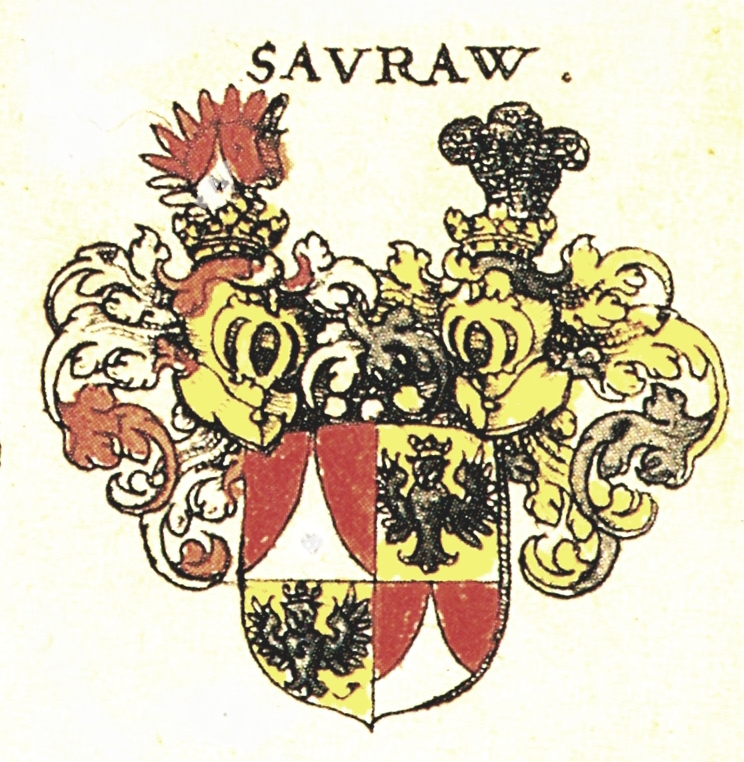
Gemehrtes Wappen der Freiherren von „Sauraw“ (Saurau), nach Johann Siebmachers (1605)
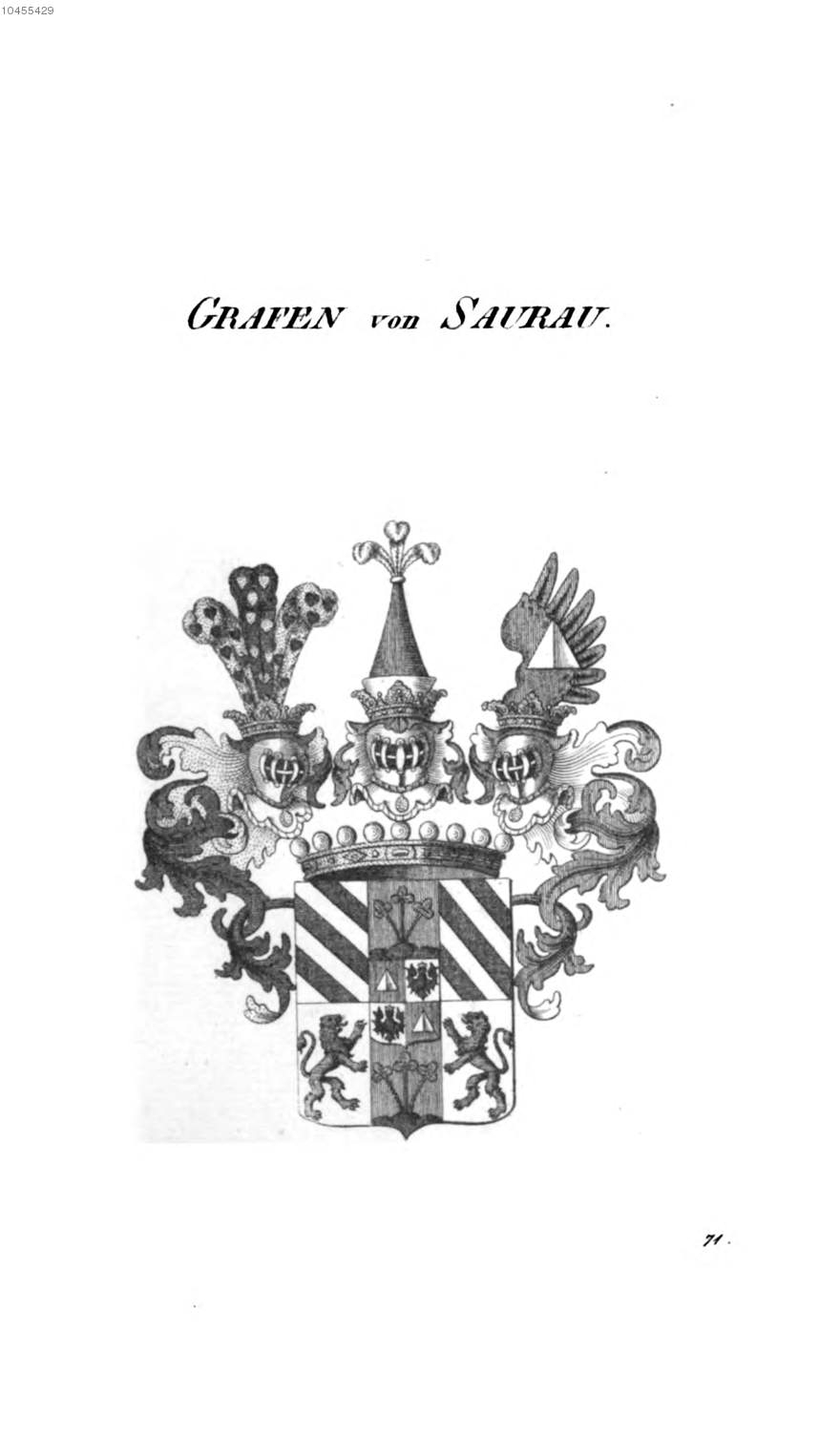
Gemehrtes Wappen der Grafen von Saurau, im Wappenbuch der Österreichischen Monarchie
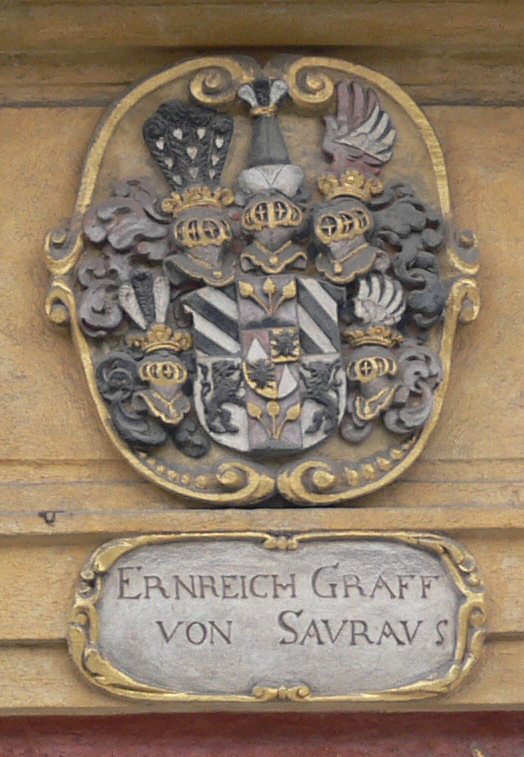
Gemehrtes Wappen des „Ernreich Graff von Saurau“, Fassade am Zeughaus in Graz.